# Joel Guzman
Joel Guzman ist ein US-amerikanischer Tejano-Musiker aus Kyle, Texas. Als Akkordeonist ist er über das Tejano-Genre hinaus bekannt.
Guzman, der sich in seiner Kindheit bei gemeinsamen Auftritten mit seinem Vater den Beinamen „El Pequeno Gigante“ („der kleine Gigant“) erspielte, tauchte in den 1990er Jahren als Gastmusiker auf den Veröffentlichungen diverser Künstler auf. Mittlerweile ist er auf weit über 50 Alben zu hören, unter anderem auf Platten von Joe Ely, Michelle Shocked, Tom Russell, Flaco Jiménez, Los Super Seven und den Flatlanders. Etliche dieser Künstler begleitete Guzman auch auf der Bühne.

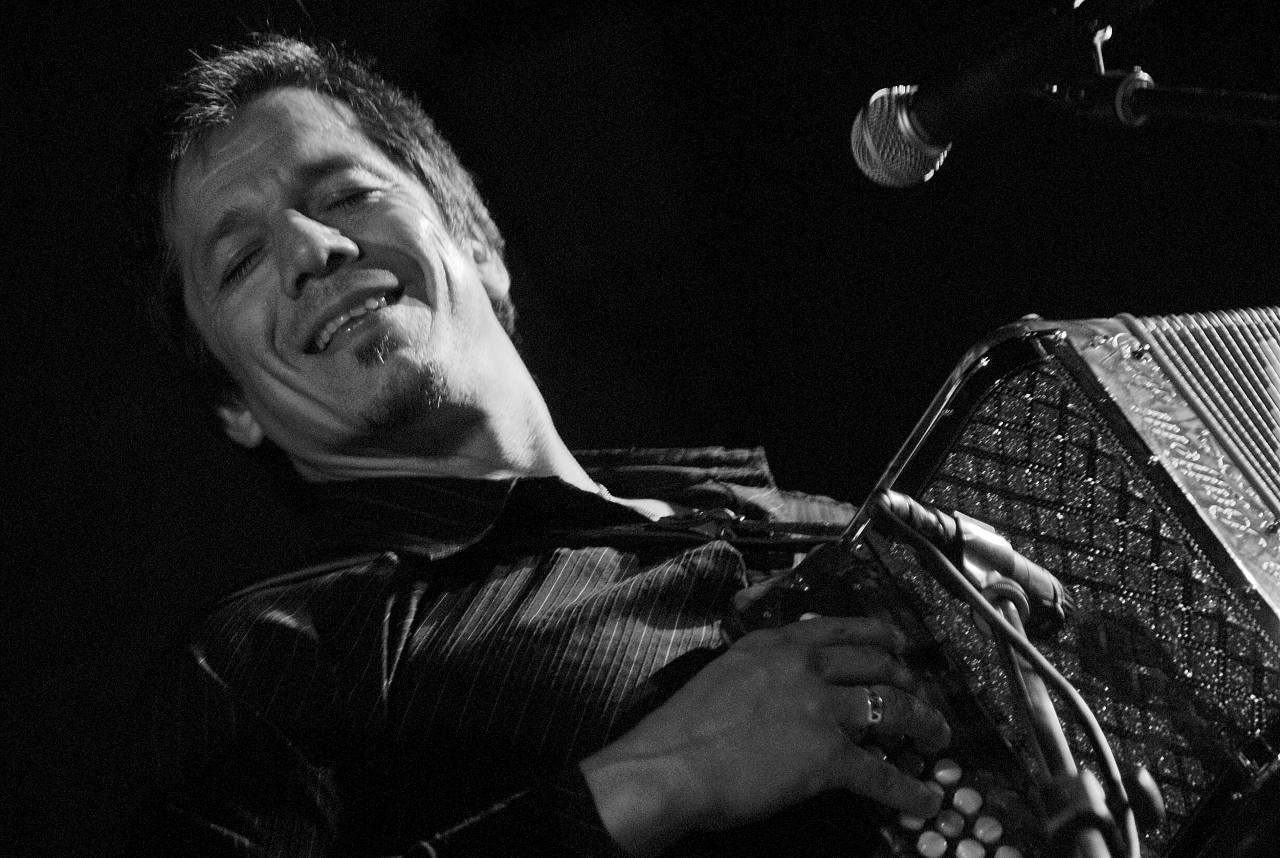
Joel Guzman, Musicastrada 2007

Mit seinen eigenen Projekten vermischt Guzman traditionelle mexikanische Musik mit Blues, Rock, Country, Salsa, Cumbia und anderen Genren. Zusammen mit seiner Frau, der Sängerin Sarah Fox, gründete Guzman die Band Los Aztex, die 1999 das von Steve Berlin produzierte Album Short Stories veröffentlichte. Guzman und Fox bilden außerdem zusammen mit dem Bajo-Sexto-Spieler Max Baca das Mexican Roots Trio, das mit traditioneller mexikanischer Folklore auftritt. Das jüngste Projekt von Guzman und Fox, Latinology (2006), orientiert sich dagegen am Latin Rock.
2004 nahm Guzman zusammen mit den Tejano-Akkordeonisten David Lee Garza und Sunny Sauceda das Album Polkas Gritos Y Accordeons auf, das 2005 mit dem Grammy für das beste Tejano-Album ausgezeichnet wurde.
Guzman ist auch als Musikproduzent tätig und betreibt zusammen mit seiner Frau das eigene Plattenlabel Guzman Fox Records.

## Diskografie
- Aztex: Short Stories (Hightone 1999)
- Joel Guzman, Sarah Fox & Max Baca: The Mexican Roots Trio (Guzman Fox 2002)
- David Lee Garza, Joel Guzman & Sunny Sauceda: Polkas, Gritos Y Acordeones (Guzman Fox 2004)
- Joel Guzman & Sarah Fox: Latinology (Guzman Fox 2006)
- Joe Ely & Joel Guzman: Live Cactus (Rack 'Em 2008)
- Joel Guzman & Sarah Fox: Conjuntazzo (Guzman Fox 2009)